# Urotheca dumerilli
Espèce
Synonymes
- Calamaria dumerilii Bibron, 1840
- Rhadinaea dumerilii (Bibron, 1840)

Statut de conservation UICN

 DD  : Données insuffisantes
Urotheca dumerilli  est une espèce de serpents de la famille des Dipsadidae.

## Répartition
Cette espèce est endémique de l'Ouest de la Colombie.

## Étymologie
Cette espèce est nommée en l'honneur d'André Marie Constant Duméril.

## Publication originale
- Bibron, 1843 in Cocteau & Bibron, 1843 : Reptiles, p. 1-143 in Sagra, 1843 : Historia Física, Politica y Natural de la Isla de Cuba. Arthus Bertrand, Paris, vol. 4 (texte intégral).